# New Millennium
«New Millennium» es la primera pista del álbum Falling Into Infinity de la banda de metal progresivo Dream Theater.
En un principio, la canción era un Jam con el nombre de Caught In Alice's 9-Inch Tool Garden, y más tarde Caught in Alice's New Nine-Inch Millennium Tool Garden (haciendo referencia a las influencias evidentes en la canción), luego interpretada en vivo con el nombre de Caught in a New Millennium con las letras de Caught in a Web del álbum Awake. Esta versión aparece en el álbum Live Scenes From New York.
John Myung no toca el bajo en esta canción, sino el Chapman Stick.
La canción es interpretada en el álbum en directo Live at Budokan.